# Циліндропунція
Циліндропунція (Cylindropuntia) — рід сукулентних рослин з родини кактусових.

## Етимологія

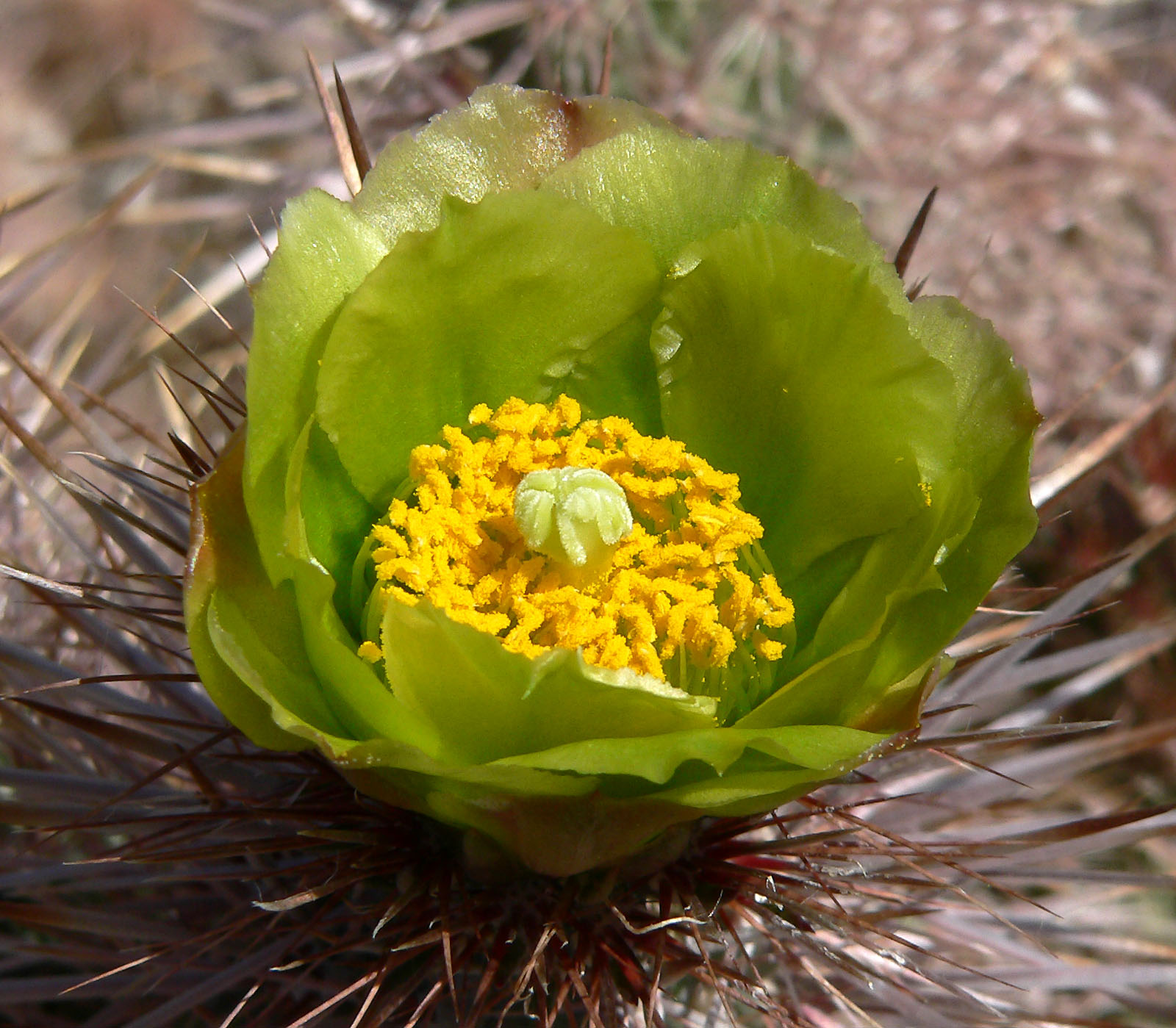
Квітка Cylindropuntia echinocarpa

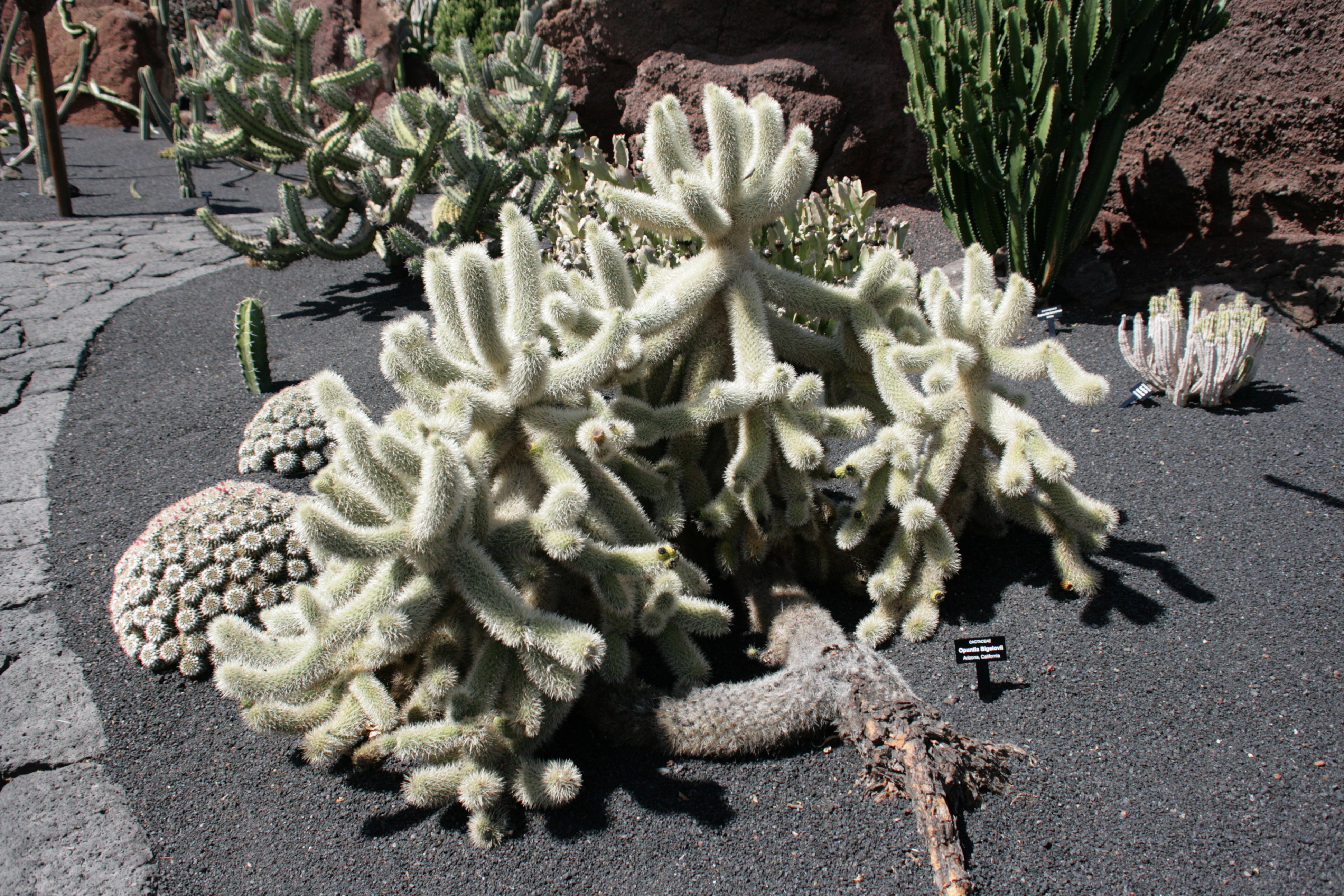
Cylindropuntia bigelovii в «Саду кактусів» в Тегісе, Канарські острови, Іспанія

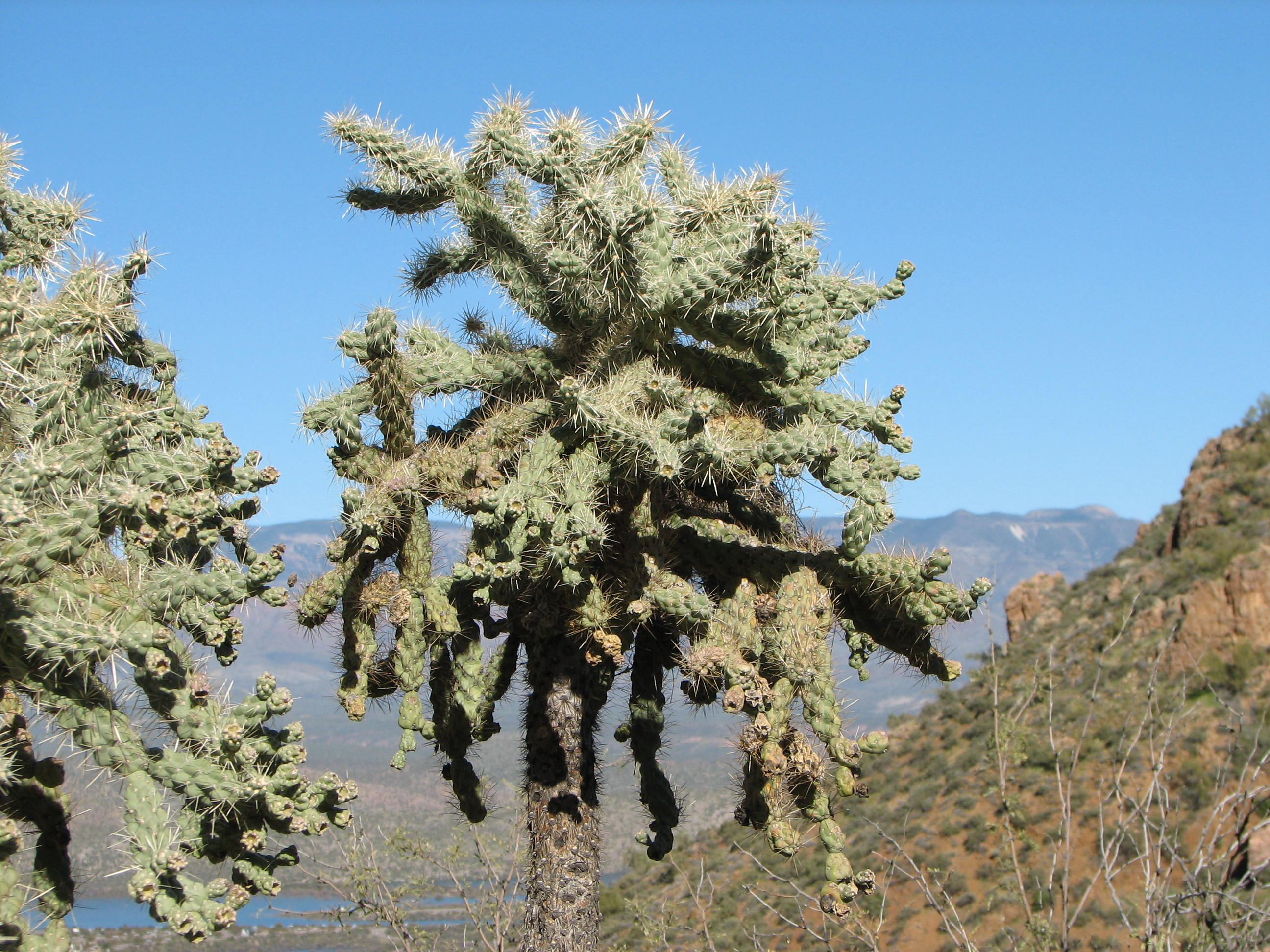
Cylindropuntia fulgida — «стрибуча чолья» з плодами в Національному заповіднику Тонто, Аризона, США

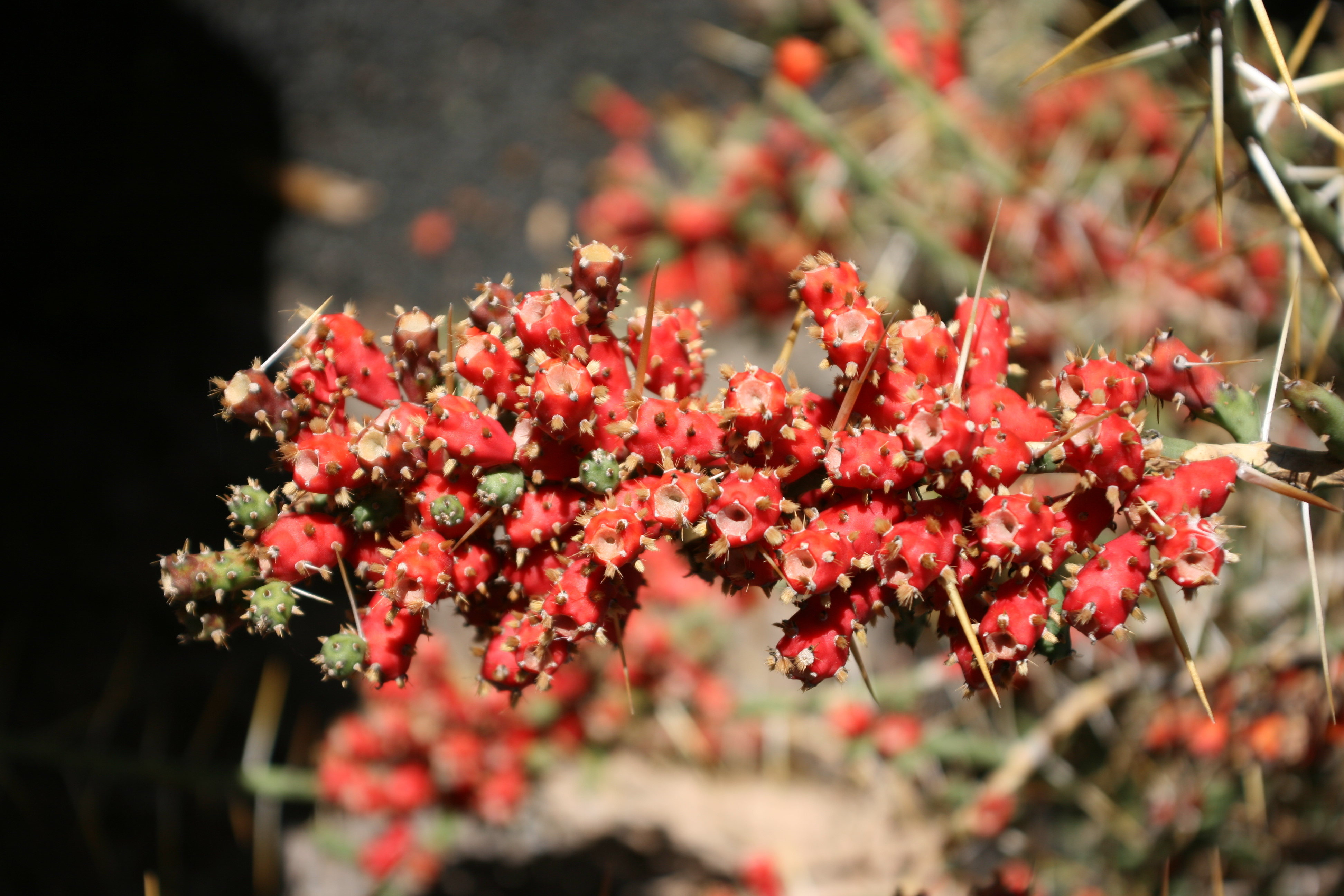
Увішана плодами Cylindropuntia leptocaulis

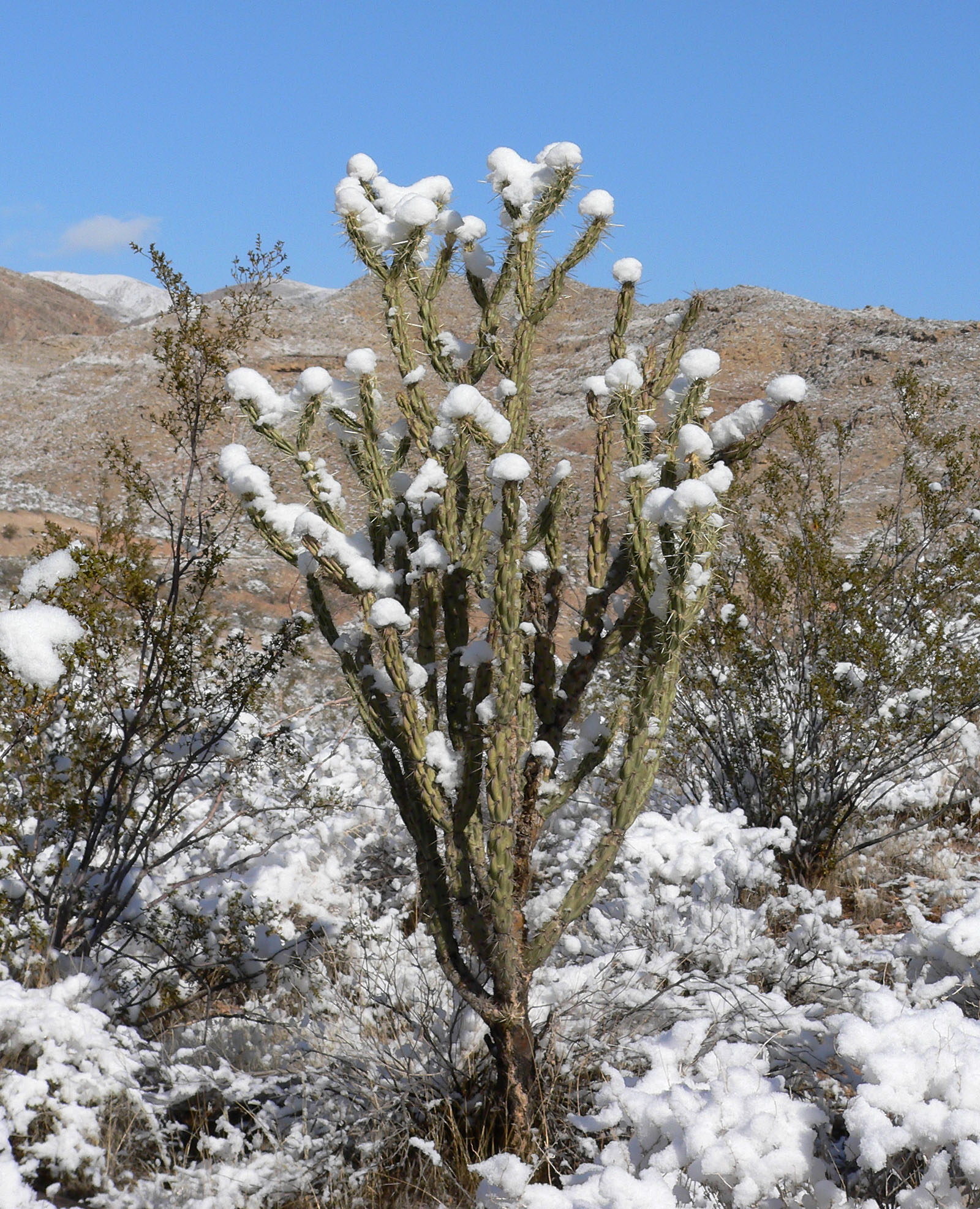
Cylindropuntia acanthocarpa вкрита снігом у каньйоні річки Вірджин, Аризона, США

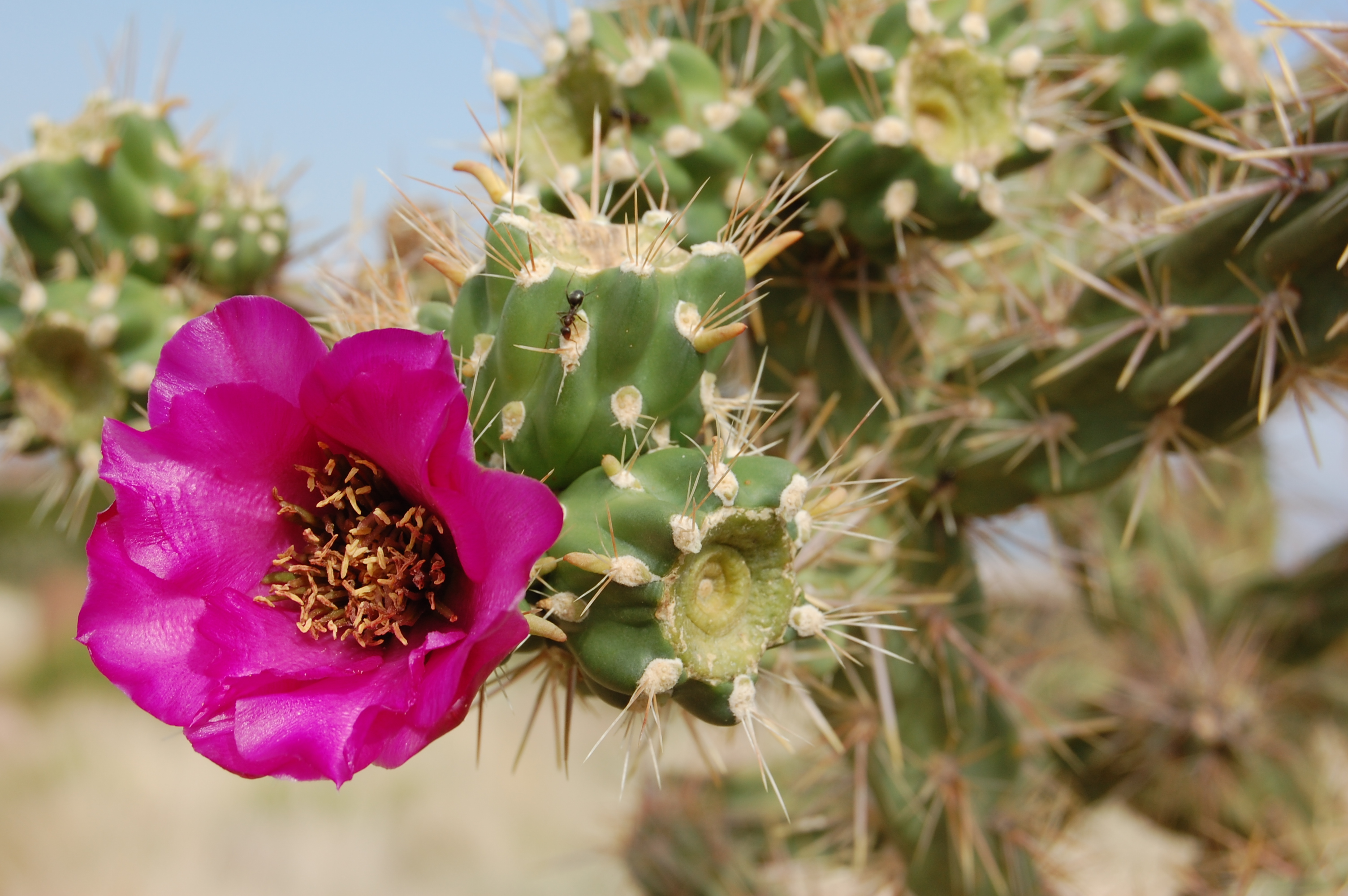
Квітуча Cylindropuntia spinosior

Назва походить від «грец. cylindrus» — циліндр, валик і «opuntia» — від грецького міста Опунта, через який ці рослини (опунції) ввозилися до Європи. Місцева назва цих кактусів — чолла або чолья (clolla).

## Розповсюдження та екологія
Широко поширені від південного заходу США до центральної частини Мексики.

## Історія систематики
У 1856 році Джордж Енгельманн описав ці кактуси як підрід опунції. У 1935 році Фрідріх Кнут підняв статус цієї групи кактусів до окремого роду Cylindropuntia. Досліди ДНК, проведені у 2001 році Стівеном Дікі і Робертом Воласом, вказали на незалежне від опунцій монофілетичне походження циліндропунцій.

## Загальна біоморфологічна характеристика
Деревоподібні рослини або розгалужені чагарники заввишки від 30 см до 4 м, в залежності від виду. Стебла циліндричні, безреберні з помітними невисокими, широкими бцгорцями. Основний штамб до 20 см в діаметрі, бічні пагони 2-15 см в діаметрі. За морфологічними ознаками рід близький до аустроциліндропунцій, але на відміну від них мають на кінцях колючок молодих пагонів тоненькі чохлики, що легко знімаються. Квітки різноманітні за забравленням: зеленовато-жовті, пурпурні, рожеві, червоні, до 6 см завдовжки і 9 см в діаметрі. Плоди жовті, червоні, від кулястих до подовжених, 2-5 см завдовжки, мають ареоли, в яких з часом утворюються квітки. У більшості видів плоди сухі, покриті колючками, плоди деяких видів містять невелику кількість м'якоті. Ряду видів притаманне явище проліферації, при якому плоди виконують функцію пагонів, здатних зав'язувати квіткові бруньки або служити тільки для вегетативного розмноження. Потрапляючи на землю, незрілі плоди вкорінюються і утворюють самостійні рослини. Насіння великі, їстівні.

## Утримання в культурі
У культурі ціліндропунції невибагливі, набувають красиву форму і добре розвинені колючки при великій кількості сонячного світла, свіжого повітря, родючої, пухкої землесуміші і рясному поливі. Взимку їх утримують при температурі 5-10 °С, майже без поливу. Окремі види переносять м'які зими у відкритому ґрунті, витримуючи заморозки до — 10 °С. Розмножуються насінням. Членисті стебла більшості видів легко обламуються і швидко вкорінюються. Особливо яскраво це властивість проявляється у Cylindropuntia fulgida, за що на батьківщині її називають «стрибуча чолья».
Більшість видів є хорошими підщепами для тефрокактусів і кристатної форми опунцій. Завдяки різноманітності форм, декоративності, а також витривалості і швидкому зростанню доцільно застосовувати їх для озеленення закритих приміщень.

## Охорона у природі
35 видів роду Циліндропунція входять до Червоного списку Міжнародного Союзу Охорони Природи, деякі з них відсутні у списках визнаних видів, наведених в монографії Андерсена «The Cactus Family» і на сайті спільного проекту Королівських ботанічних садів у К'ю і Міссурійського ботанічного саду «The Plant List».
| - Cylindropuntia abyssi — статус: «Найменший ризик» - Cylindropuntia acanthocarpa — статус: «Найменший ризик» - Cylindropuntia alcahes — статус: «Найменший ризик» - Cylindropuntia anteojoensis — статус: «Уразливі види» - Cylindropuntia arbuscula — статус: «Найменший ризик» - Cylindropuntia bigelovii — статус: «Найменший ризик» - Cylindropuntia californica — статус: «Найменший ризик» - Cylindropuntia calmalliana — статус: «Найменший ризик» - Cylindropuntia caribaea — статус: «Найменший ризик» - Cylindropuntia cholla — статус: «Найменший ризик» - Cylindropuntia davisii — статус: «Найменший ризик» - Cylindropuntia delgadilloana — статус: «Найменший ризик» - Cylindropuntia echinocarpa — статус: «Найменший ризик» - Cylindropuntia fulgida — статус: «Найменший ризик» - Cylindropuntia ganderi — статус: «Найменший ризик» - Cylindropuntia hystrix — статус: «Види на межі зникнення» - Cylindropuntia imbricata — статус: «Найменший ризик» - Cylindropuntia kleiniae — статус: «Найменший ризик» | - Cylindropuntia leptocaulis — статус: «Найменший ризик» - Cylindropuntia lindsayi — статус: «Найменший ризик» - Cylindropuntia molesta — статус: «Найменший ризик» - Cylindropuntia multigeniculata — статус: «Найменший ризик» - Cylindropuntia munzii — статус: «Найменший ризик» - Cylindropuntia prolifera — статус: «Найменший ризик» - Cylindropuntia ramosissima — статус: «Найменший ризик» - Cylindropuntia rosea — статус: «Даних недостатньо» - Cylindropuntia sanfelipensis — статус: «Найменший ризик» - Cylindropuntia santamaria — статус: «Уразливі види» - Cylindropuntia spinosior — статус: «Найменший ризик» - Cylindropuntia tesajo — статус: «Найменший ризик» - Cylindropuntia thurberi — статус: «Найменший ризик» - Cylindropuntia tunicata — статус: «Найменший ризик» - Cylindropuntia versicolor — статус: «Найменший ризик» - Cylindropuntia whipplei — статус: «Найменший ризик» - Cylindropuntia wolfii — статус: «Найменший ризик» |

## Види
Згідно систематики Андерсена до роду Cylindropuntia належить 42 види. Список видів сайту «The Plant List» включає 43 прийняті назви видів. Списки дещо різняться. Види, виділені жирним, відсутні в одному із списків.